# ديميتار جورجييف
ديميتار جورجييف (بالبلغارية: Димитър Георгиев)‏ هو لاعب كرة قدم بلغاري في مركز الوسط، ولد في 9 فبراير 1992 في صوفيا في بلغاريا. لعب مع بوتيف فراتسا وسلافيا صوفيا ونادي ليتكس لوفتش.

## وصلات خارجية
- ديميتار جورجييف على موقع قاعدة بيانات كرة القدم.إي يو (الإنجليزية)
- ديميتار جورجييف على موقع Soccerway.com (الإنجليزية)